# Lijst van Bosnische autosnelwegen

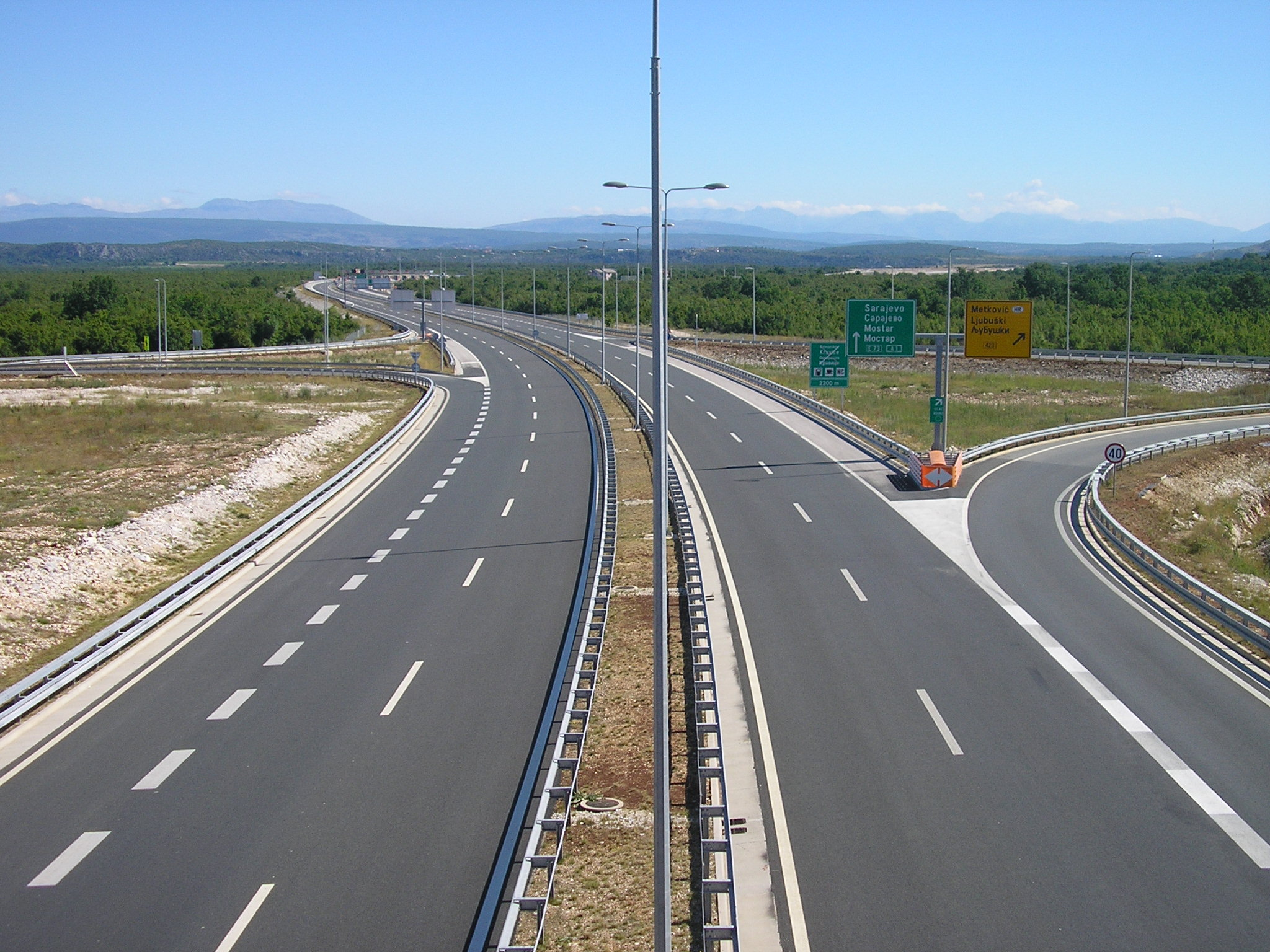
De A1

De autosnelwegen en expreswegen in Bosnië en Herzegovina zijn een relatief nieuw begrip. In 2002 en 2009 zijn delen van de A1 geopend en in 2011 de Autosnelweg Gradiška - Banja Luka.
De autosnelwegen hebben een wegnummer met het prefix A en de expreswegen met het prefix B. Door politieke problemen tussen de Federatie van Bosnië en Herzegovina en de Servische Republiek gaat het uitdelen van nummers moeizaam en hebben de meeste autosnelwegen in de Servische Republiek nog geen nummer.

## Autosnelwegen
| Schild | Nummer of naam                    | Route                                                                                              | Lengte  |
| ------ | --------------------------------- | -------------------------------------------------------------------------------------------------- | ------- |
|        | A-1                               | Kroatië (A5) - Svilaj - Doboj - Zenica - Sarajevo - Jablanica - Mostar - Zvirovići - Kroatië (A10) | 124 km  |
|        | A-2                               | Kroatië (55) - Orašje - Brčko - Tuzla                                                              | gepland |
|        | A-3                               | Žepče - Tuzla                                                                                      | gepland |
|        | Autosnelweg Gradiška - Banja Luka | Kroatië (5) - Bosanska Gradiška - Banja Luka                                                       | 27 km   |
|        | Autosnelweg Banja Luka - Doboj    | Banja Luka - Prnjavor - Doboj                                                                      | 36,6 km |
|        | Autosnelweg Glamočani - Mlinište  | Glamočani - Banja Luka - Mrkonjić Grad - Mlinište                                                  | gepland |

## Expreswegen
| Schild | Nummer | Route                                                                  | Lengte  |
| ------ | ------ | ---------------------------------------------------------------------- | ------- |
|        | B-1    | Kroatië (217) - Bihać - Ključ - Jajce - Donji Vakuf - Travnik - Zenica | gepland |
|        | B-2    | Donji Vakuf - Bugojno - Kupres - Livno - Kroatië (39)                  | gepland |
|        | B-3    | Kroatië (60) - Široki Brijeg - Mostar                                  | gepland |
|        | B-4    | Sarajevo - Pale RS-Pale FBIH - Goražde - Montenegro                    | gepland |